# 19. (severnodalmatinska) divizija (NOVJ)
19. (severnodalmatinska) divizija je bila partizanska divizija, ki je delovala v sklopu NOV in POJ v Jugoslaviji med drugo svetovno vojno.

## Zgodovina
Divizija je bila ustanovljena 11. oktobra 1943. Ob ustanovitvi je divizija imela tri brigade ter okoli 3.600 borcev.

## Sestava
September 1943
- 5. dalmacijska brigada (NOVJ)
- 6. dalmacijska brigada (NOVJ)
- 7. dalmacijska brigada (NOVJ) (do januarja 1944)
- 14. dalmacijska brigada (NOVJ) (od junija 1944)

## Poveljstvo
Poveljniki
- Milan Kuprešanin

Politični komisarji
- Petar Babić